# 邢顒 (後漢)
邢 顒（けい ぎょう、? - 黄初4年（223年））は、中国後漢末期から三国時代の魏の人物。字は子昂。冀州河間郡鄚県の人。子に邢友。曾孫に邢喬。

## 生涯
孝廉に推挙され、三公から招聘を受けたが応じなかった。戦乱が起きると、姓名を変えて右北平に避難し、田疇の元に身を寄せた。曹操が冀州を支配するようになると、彼が天下を平和に導くことを確信し、田疇を説得して民を先導し、その下へ身を寄せることの許可を求めた。田疇は民を思う邢顒のことを称え、これを許した。邢顒は曹操により州の従事に取り立てられた。徳の高い振る舞いと優れた政治手腕で知られ、民からも曹操からも信頼を得た。事件や病気によりたびたび官を離れたが、そのたびに呼び戻された。
後に曹植の下に付けられたが、丁儀のように曹植にへつらう態度を取らなかったため、不仲であった。劉楨は曹植のお気に入りであったが、曹植が邢顒を冷遇するのを見て諌めている。曹操が太子を決める時、邢顒に相談したところ、長子である曹丕を立てるべきと暗に促した。曹操は邢顒の言わんとすることを理解し、間もなく邢顒は曹丕付きとなった。
曹丕（文帝）が即位すると、邢顒も高官に昇り関内侯の位を得た。最終的には太常まで昇進した。黄初4年（223年）没。